# Chiasognathus granti
Chiasognathus grantii là một loài bọ cánh cứng trong họ Lucanidae được tìm thấy ở Argentina và Chile. Charles Darwin đã lấy mẫu loài này ở Chile trong suốt chuyến hành trình thứ hai của HMS Beagle.

### Danh pháp đồng nghĩa
Loài này có các tên đồng nghĩa sau:
- Tetropthalma chiloensis Lesson, 1833
- Chiasognathus affinis Philippi in Philippi, 1859
- Chiasognathus pygmaeus Dallas, 1933
- Chiasognathus brevidens Germain, 1911 (nomen nudum)

## Hình ảnh

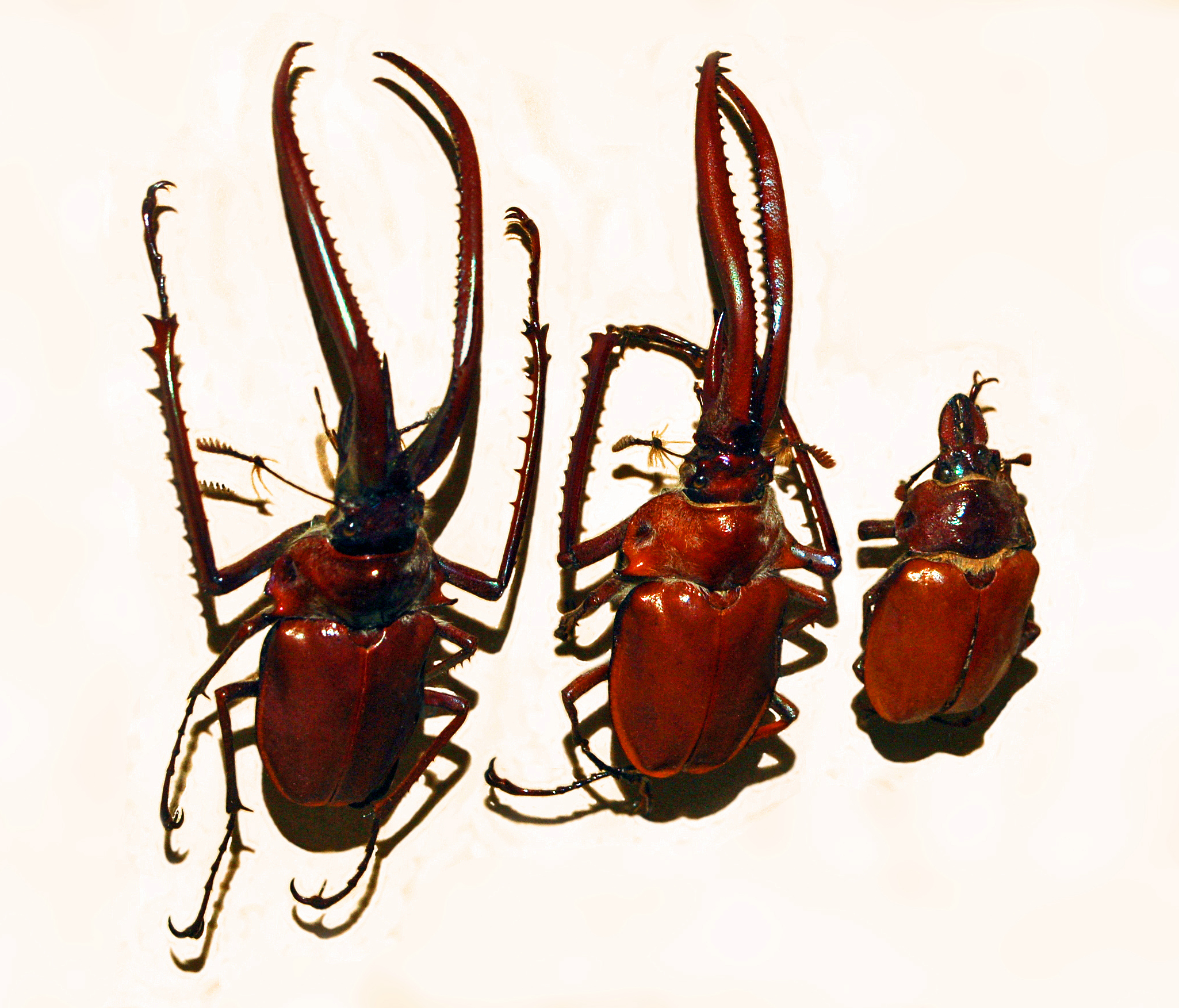
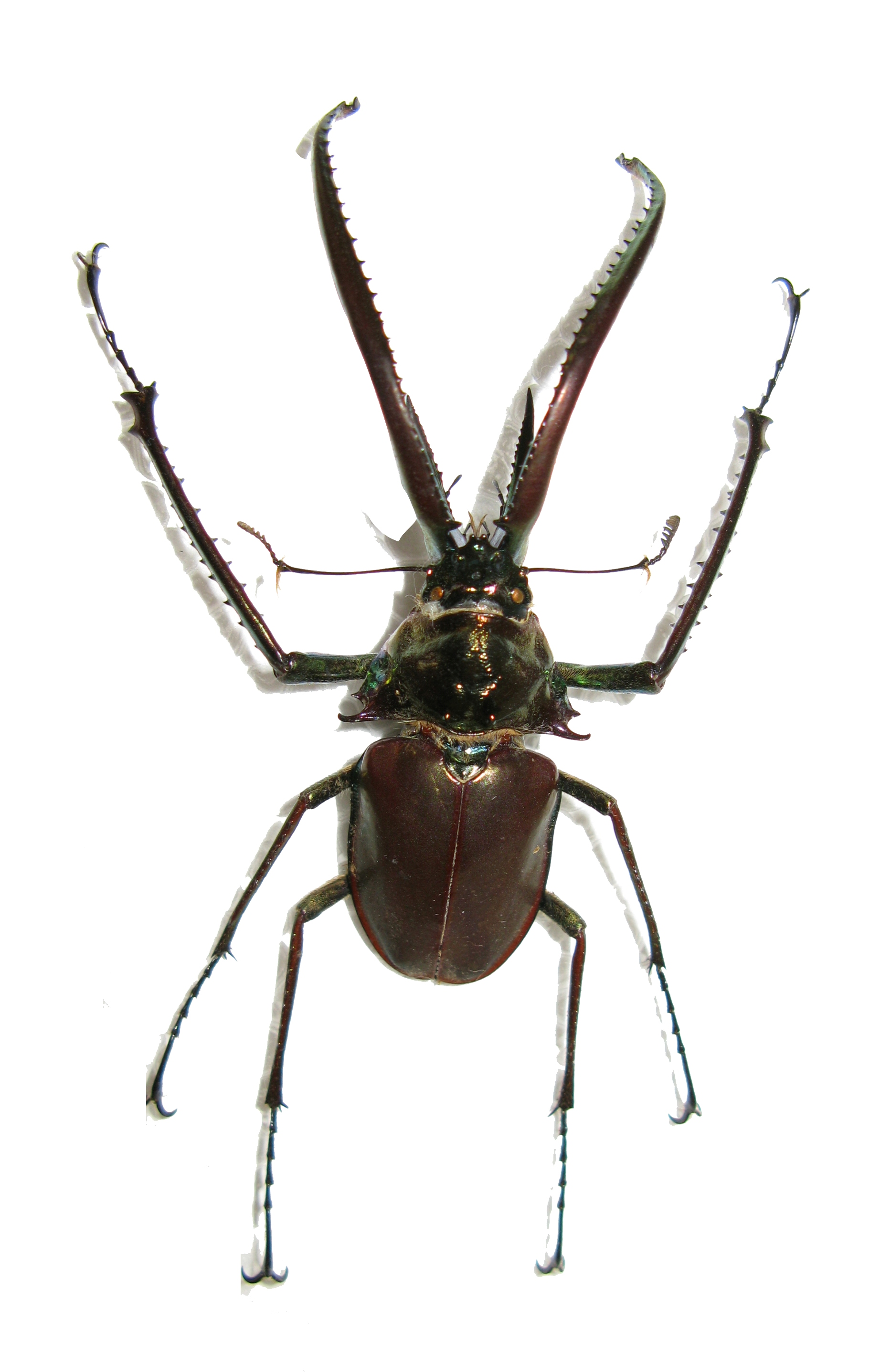
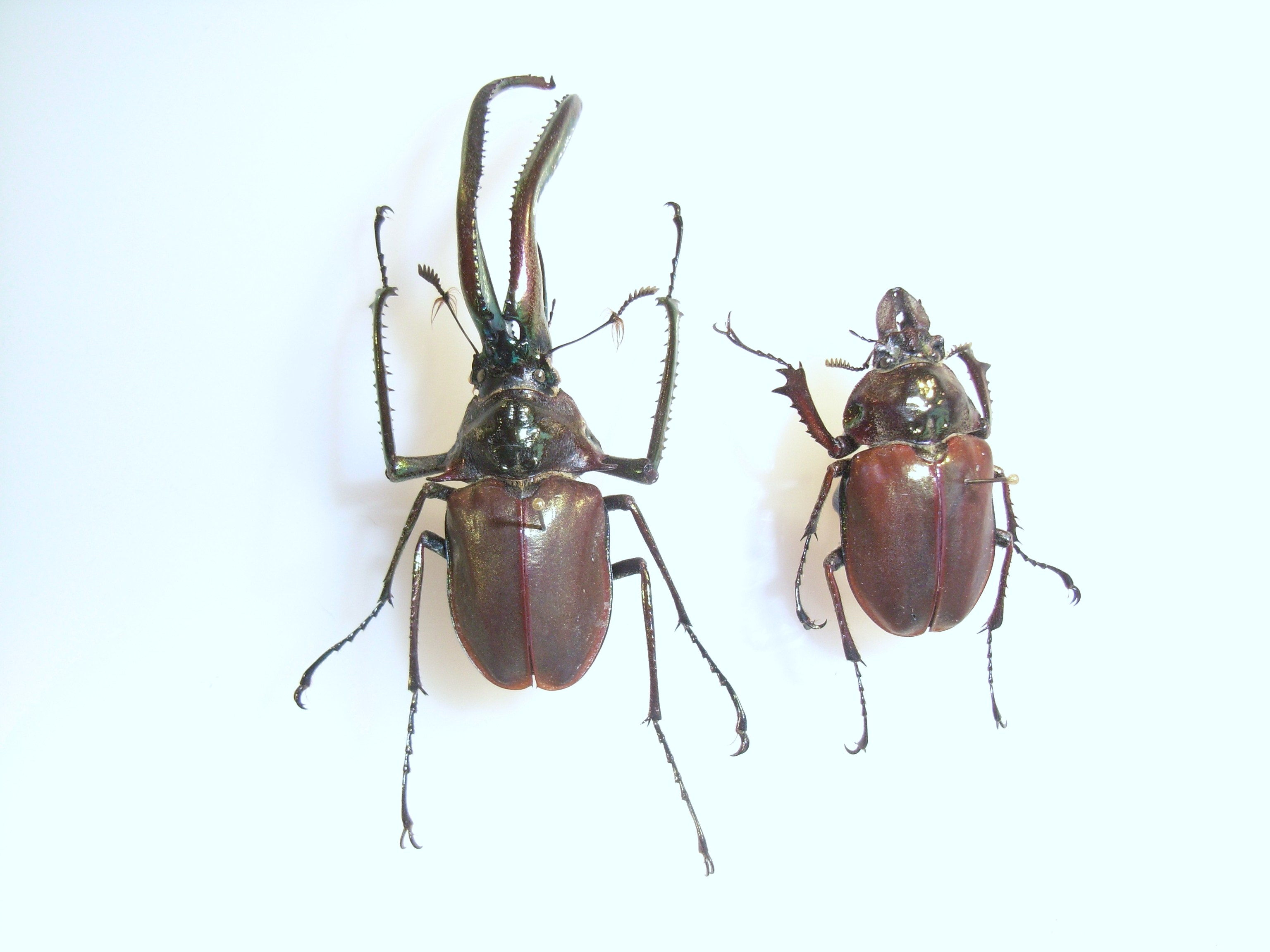
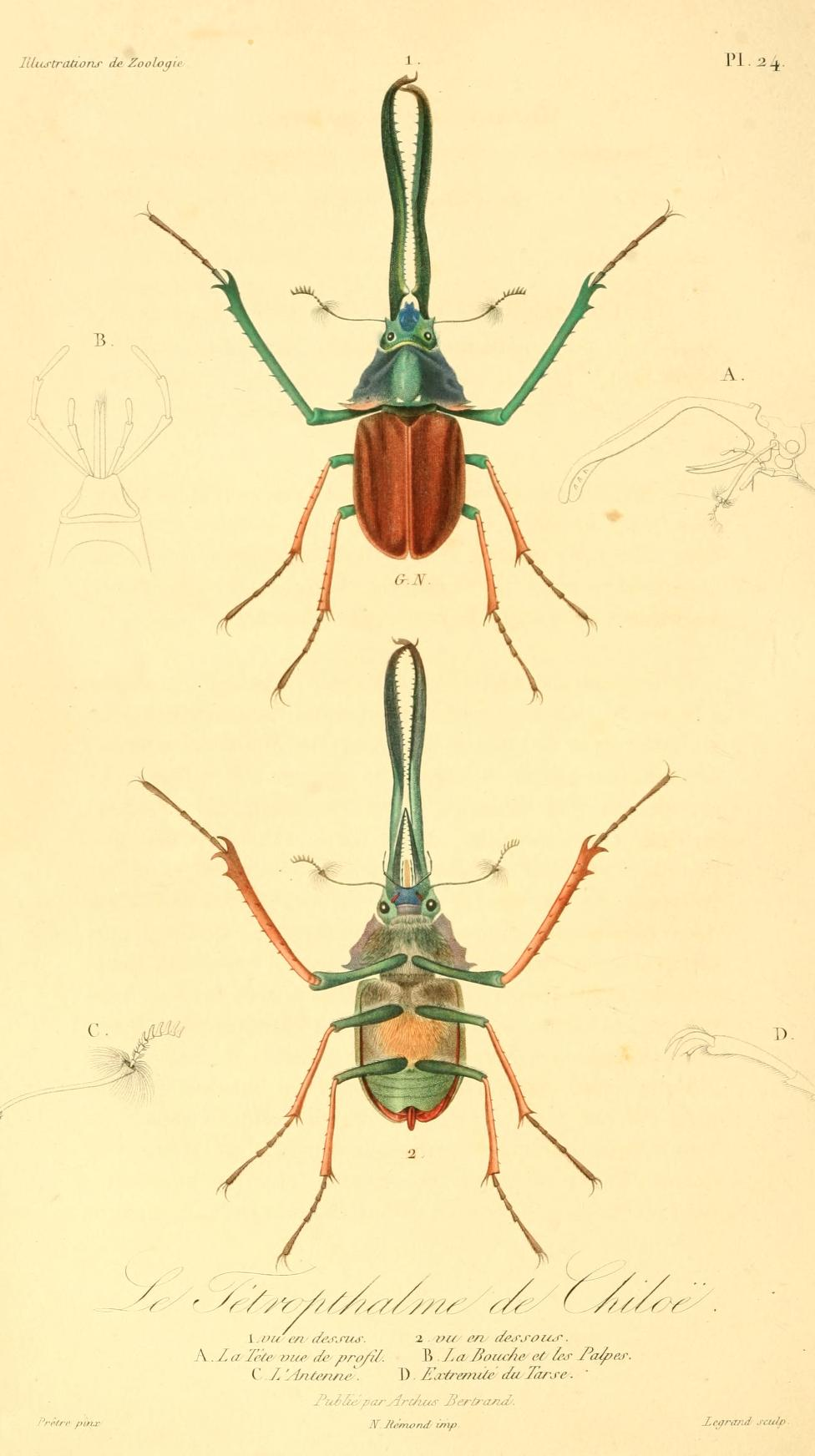